# Aneilema alatum
Aneilema alatum là một loài thực vật có hoa trong họ Commelinaceae. Loài này được Koord. mô tả khoa học đầu tiên năm 1912.